# 576

## Esdeveniments
- Els visigots mouen la seva capital a Toledo.
- Leandre de Sevilla fa créixer la seva biblioteca fins a esdevenir una de les més riques d'Occident.

## Necrològiques
- Mort d'Anastàsia el Patrici, que va deixar la vida com a dama de companyia a la cort de Justinià I a Constantinoble havent passat vint-i-vuit anys (fins a la mort) vestit de monjo masculí en reclusió a Egipte, ha estat adoptat per la comunitat LGBT actual, com a exemple de motiu "transgènere".[1][2]